# Mistrzostwa Świata U-19 w Rugby Union Mężczyzn 1973
Mistrzostwa Świata U-19 w Rugby Union Mężczyzn 1973 – piąte mistrzostwa świata U-19 w rugby union mężczyzn zorganizowane przez FIRA, które odbyły się w Bukareszcie w dniach od 18 do 23 kwietnia 1973 roku.
Rumuńska reprezentacja w drodze do triumfu pokonała w ćwierćfinale Polskę 29–0, w półfinale Włochy 9–6, zaś w rozegranym na Stadionul Giulești finale Francuzów 16–11.

## Klasyfikacja końcowa
| Miejsce | Reprezentacja       |
| ------- | ------------------- |
| 1       | Rumunia U-19        |
| 2       | Francja U-19        |
| 3       | Hiszpania U-19      |
| 4       | Włochy U-19         |
| 5       | Maroko U-19         |
| 6       | Czechosłowacja U-19 |
| 7       | RFN U-19            |
| 8       | Polska U-19         |